# یواس‌اس سامرست (۱۸۶۲)
یواس‌اس سامرست (۱۸۶۲) (به انگلیسی: USS Somerset (1862)) یک کشتی بود که طول آن ۱۵۱ فوت (۴۶ متر) بود. این کشتی در سال ۱۸۶۲ ساخته شد.